# Пакистанці у Великій Британії
Британські пакистанці (урду برطانوی پاکستانی, англ. British Pakistanis) — британські громадяни, чиї родові корені лежать в Пакистані. Цей термін включає в себе людей, які народилися в Сполученому Королівстві і мають пакистанське походження та пакистанців, які мігрували в країну. Більшість британських пакистанців походять з регіонів Пенджаб та Кашмір, з меншим числом від пуштунських регіонів (в основному Хайбер-Пахтунхва), Сінд та інших частин країни. Пакистанська діаспора Великої Британії є другою за величиною після пакистанської громади в Саудівській Аравії. Британські пакистанці є другою за величиною етнічною меншиною у Великій Британії.
Імміграція до Великої Британії з регіону, який в останній час називається Пакистан почалася у середині дев'ятнадцятого століття, але це явище було швидкоплинне та незначне за кількістю. У середині дев'ятнадцятого століття, частина Пакистану опинилася під британським пануванням, і люди з цих регіонів служили солдатами в Армії Британської Індії, а деякі були розгорнуті в інших частинах Британської імперії. Однак, після Другої світової війни, розпаду Британської імперії та незалежності Пакистану, пакистанська імміграція у Велику Британію збільшилася, особливо в 1950-ті та 1960-ті. Цьому сприяло те, що Пакистан був членом Співдружності націй. Пакистанські іммігранти допомогли вирішити проблему нестачі робочої сили в британській сталеливарній та текстильній промисловості. Лікарі з Пакистану були покликані Національною службою охорони здоров'я в 1960-их.
Демографія британських пакистанців значно змінилася с тих пір коли вони вперше приїхали до Великої Британії. Їх чисельність зросла від 10 000 в 1951 до приблизно 1.2 мільйонів сьогодні. Найрізноманітніше пакистанське населення розташоване в Лондоні, яке складається з пенджабців, пуштунів, сіндхів, сераїків, белуджів  та інших. Більшість британських пакистанців є мусульманами, близько 90 відсотків людей, що живуть в Англії та Уельсі під час перепису населення Великої Британії 2001 року заявили про свою релігію іслам, а інші належать до інших вірувань. Більшість з них мусульмани-суніти, зі значною меншістю мусульман-шиїтів. Велика Британія також має одну з найбільших зарубіжних християнських пакистанських громад; Під час перепису 2001 року було нараховано близько 8 000 пакистанців—християн, що живуть в Англії та Уельсі.
Багато британських пакистанців встановили вельми успішний бізнес та відносяться до середнього класу. Проте, британські пакистанці також другі за величиною загальної відносної бідності в Британії, після британських бангладешців. Багато британських пакистанців працюють за наймом, причому значна кількість працюють в транспортній галузі або в сімейному бізнесі в секторі роздрібної торгівлі.

## Розселення

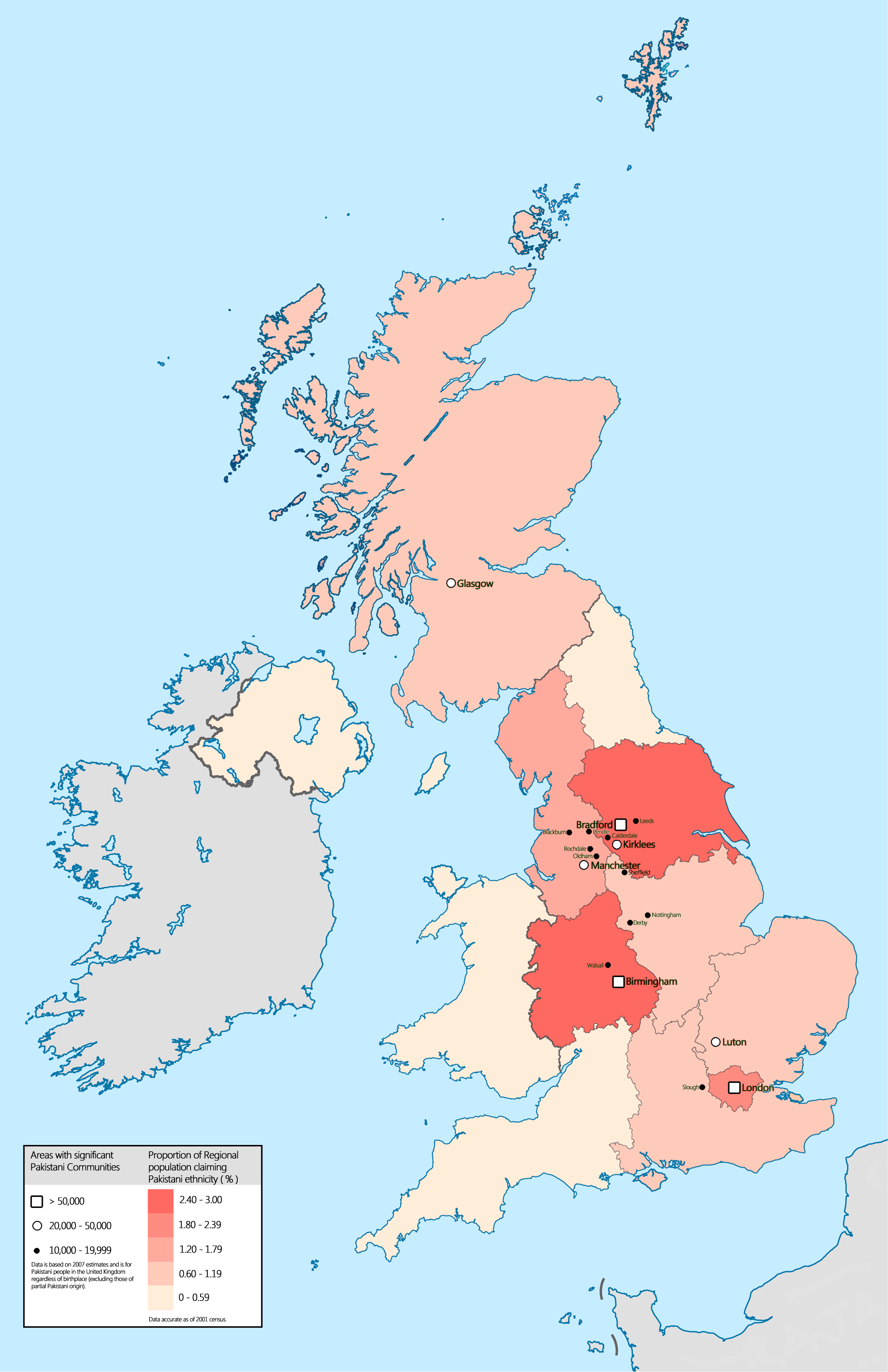
Мапа, що показує відсоток пакистанського населення у регіонах Великої Британії

| Регіон                    | Відсоток від загальної кількості британських пакистанців | Британські пакистанці у відсотках від населення регіону |
| ------------------------- | -------------------------------------------------------- | ------------------------------------------------------- |
| Північно-Східна Англія    | 1.88%                                                    | 0.56%                                                   |
| Північно-Західна Англія   | 15.65%                                                   | 1.74%                                                   |
| Йоркшир та Гамбер         | 19.58%                                                   | 2.95%                                                   |
| Східний Мідленд           | 3.72%                                                    | 0.67%                                                   |
| Західний Мідленд          | 20.68%                                                   | 2.93%                                                   |
| Східна Англія             | 5.19%                                                    | 0.72%                                                   |
| Великий Лондон            | 19.10%                                                   | 1.99%                                                   |
| Південно-Східна Англія    | 7.83%                                                    | 0.73%                                                   |
| Південно-Західна Англія   | 0.90%                                                    | 0.14%                                                   |
| Уельс                     | 1.11%                                                    | 0.29%                                                   |
| Шотландія                 | 4.25%                                                    | 0.63%                                                   |
| Північна Ірландія         | 0.09%                                                    | 0.04                                                    |
| Всього у Великій Британії | 100%                                                     | 1.27%                                                   |

## Релігія
| Релігія      | у відсотках від британсько—пакистанського населення в Англії та Уельсі |
| ------------ | ---------------------------------------------------------------------- |
| Іслам        | 92.01%                                                                 |
| Не вказали   | 6.16%                                                                  |
| Християнство | 1.09%                                                                  |
| Агностицизм  | 0.50%                                                                  |
| Індуїзм      | 0.08%                                                                  |
| Юдаїзм       | 0.05%                                                                  |
| Сикхізм      | 0.05%                                                                  |
| Інші релігії | 0.04%                                                                  |
| Буддизм      | 0.03%                                                                  |
| Усього       | 100%                                                                   |